# Fons d'inversió cotitzat
Un fons d'inversió cotitzat, o fons cotitzat, o ETF (de l'anglès exchange-traded fund) és un instrument financer que copia el comportament d'un índex borsari o de renda fixa (tot i que també existeixen alguns fons cotitzats de gestió activa), una mercaderia (commodity) o una cistella d'accions. És un actiu financer híbrid, ja que és similar a un fons d'inversió perquè la seva cotització respon als subjacents que formen la cistella de valors que segueix, però és similar a una acció, ja que cotitza en un mercat, té uns costos associats i un tractament fiscal propis d'una acció. És un producte òptim quant a assignació d'actius pel seu grau de diversificació, simplicitat a l'hora d'operar, ja que cotitza com una acció, i costos, ja que és més barat que un fons d'inversió. Talment com una societat d'inversió indexada, els ETF representen una propietat proporcional sobre una cartera d'inversions subjacent de valors que copia l'índex d'un mercat; però a diferència de les societats d'inversió, els inversionistes individuals no compren o redimeixen les accions del fons, sinó que en comptes d'això compren i venen accions de l'ETF com si fossin accions d'un mercat determinat.

## Característiques
- Forma de negociació: es negocia a la borsa com un valor de renda variable. Els preus dels ETF fluctuen d'acord amb les variacions dels preus dels subjacents que formen la seva cartera, però també en funció de l'oferta i demanda de les accions del propi ETF (preu de mercat). Hi ha un petit diferencial diari (spread) entre el preu de compra i el preu de venda (Bid price/Ask price).
- Diversificació. Amb un ETF l'inversor pren posicions als mercats amb una cartera molt diversificada (per àrea geogràfica, per sector econòmic o per classe d'actiu).
- Transparència. Durant l'horari de negociació, la Borsa on cotitza l'ETF posa en coneixement el valor estimat de liquidació, permetent un seguiment constant de la inversió.
- Costos baixos. Les comissions de gestió solen ser baixes (normalment entre un 0,15% i 0,30% anual, tot i que podem trobar alguns ETF amb comissions del 0,07% i d'altres més especialtzats amb comissions del 0,75%).
- Inversió mínima reduïda. Accessible per a petits inversionistes.
- Fiscalitat a Espanya: la mateixa que la de les accions. No s'aplica retenció a les plus-vàlues.
- Dividends. Alguns ETF paguen dividends.[1]
- Possibilitat de venda en descobert (Security lending). Un ETF pot ser venut en descobert per un inversor expert.

## Tipus

### Fons cotitzats indexats
La majoría d'ETF són fons indexats que intenten replicar el comportament d'un índex borsari específic. Els índexs poden estar basats en accions, bons, matèries primeres o divises. Un fons indexat mira de replicar el comportament d'un índex tenint a la seva cartera tant els components de l'índex com una mostra representativa d'aquests components. Alguns ETF indexats, coneguts com a ETF apalancats o ETF inversos, inverteixen en productes derivats per buscar un rendiment que correspongui a un múltiple (en el cas dels apalancats) o a l'invers o oposat (en el cas dels inversos) del comportament diari de l'índex. Aquest mètode de rèplica s'anomena rèplica indirecta o sintètica. Altres ETF indexats inverteixen el 100% dels seus actius proporcionalment als components de l'índex (rèplica directa o física).
 Altres ETF indexats fan servir un mostreig representatiu, invertint d'un 80% a 95% dels seus actius en els components de l'índex i del 5% al 20% restant dels seus actius en altres productes, com futurs, opcions, contractes swap i altres valors no representats a l'índex de referència, que el gestor creu que ajudaran l'ETF a aconseguir els seus objectius d'inversió.

### Fons cotitzats d'accions
Els ETF més populars són els d'accions. Molts ETF segueixen índexs nacionals (S&P 500, Ibex 35, CAC 40, DAX). Altres ETF segueixen índexs regionals (Europa, Asia, Emergents) o sectorials (Finances, Tecnología), que poden englobar accions de diferents països. Els ETF d'accions poden tenir també estils diferents en funció del valor de mercat de les companyies (companyies de petita, mitjana i gran capitalització) o del tipus de companyia (creixement, valor). Així l'índex S&P 500 conté companyies de gran capitalització (large-cap). Al contrari, l'índex Russell 2000 està format per companyies de petita capitalització (small-cap).

### Fons cotitzats de bons
Els ETF de bons inverteixen en actius de renda fixa. Poden invertir únicament en actius d'un país determinat, d'una regió o bé sense cap mena de restricció geogràfica. També poden invertir en funció del tipus d'actius (deute públic, bons convertibles, bons d'alt rendiment, bons corporatius, bons lligats a la inflació, etc.).

### Fons cotitzats de matèries primeres
Els ETF de matèries primeres inverteixen en metalls preciosos, productes agrícoles o hidrocarburs. Alguns d'ells inverteixen directament en or o paladi, per exemple. De totes maneres, la majoría d'ETF d'aquest tipus implementen una estratègia amb contractes de futurs, que sol produir uns resultats força diferents a la possessió directa de la matèria primera.

### Fons cotitzats de divises
Els ETF de divises estan dissenyats per rastrejar el rendiment d'una divisa enfront d'una altra divisa o una cistella de divises. Això s'aconsegueix mitjançant múltiples mètodes com dipòsits en efectiu, deute a curt termini denominats en divisa, i futurs o contractes d'intercanvi.

### Fons cotitzats de gestió activa
La majoría d'ETF segueixen un índex, pero alguns es gestionen de manera activa. Actualment els ETF de gestió activa són totalment transparents i publiquen la seva cartera d'inversions diàriament a la pàgina web de la gestora.

### Fons cotitzats inversos
Els fons cotitzats inversos es construeixen utilitzant diversos derivats per tal de treure profit d'una disminució del valor del subjacent de referència. Es tracta d'un tipus d'inversió semblant a mantenir diverses posicions curtes (baixistes) o utilitzar una combinació d'estratègies avançades d'inversió per beneficiar-se de la caiguda dels preus.

### Fons cotitzats apalancats
Els fons cotitzats apalancats són un tipus d'ETF que intenten assolir rendiments més sensibles als moviments del mercat que els ETF no apalancats. Els ETF apalancats poden ser alcistes o baixistes. Un ETF alcista pot intentar obtenir, per exemple, rendiments diaris del doble o triple de l'índex de referència. Un ETF apalancat invers, d'altra banda, pot intentar assolir rendiments que són -2x o -3x el retorn de l'índex diari, que significa que perdrà el doble o el triple del guany del mercat o bé que guanyarà el doble o el triple de la pèrdua del mercat. Els ETF apalancats requereixen l'ús de tècniques d'enginyeria financera, incloent l'ús de swaps d'accions i derivats. La manera més habitual de construir ETF apalancats és amb contractes de futurs.
El reequilibri i la reindexació dels ETF apalancats poden tenir costos considerables quan els mercats són volàtils. El problema del reequilibri és que el gestor de fons incórre en pèrdues de negociació, ja que ha de comprar quan l'índex puja i vendre quan l'índex cau per mantenir una ràtio d'apalancament fixa. Un canvi diari de 2,5% en l'índex, per exemple, reduirà el valor d'un fons baixista -2x al voltant d'un 0,18% per dia, el que significa que en un any haurà perdut aproximadament un terç del seu valor (1- (1- 0,18%) 252 = 36,5%). Tanmateix, els inversors poden evitar aquest problema comprant futurs directament i acceptant una relació d'apalancament variable. Una estimació més raonable de la variació diària del mercat pot ser el 0,5%, la qual cosa condueix a una pèrdua anual del 2,6% del valor en un fons apalancat de 3x.
El problema de reindexació dels ETF apalancats prové de l'efecte aritmètic de la volatilitat de l'índex subjacent.
Prenem, per exemple, un índex que comença a 100 i un fons 2X basat en aquest índex que també comença a 100. En un primer període de negociació (per exemple, un dia), l'índex augmenta un 10% a 110. Així el fons 2X augmenta un 20% fins a 120. En un segon període de negociació, l'índex es redueix a 100 (una caiguda del 9,09%). La caiguda del fons 2X serà del 18,18% (2 * 9,09). Però el 18,18% de 120 és de 21,82. Això situa el valor del fons 2X a 98,18. Tot i que l'índex no ha canviat després de dos períodes de negociació (segueix essent 100) un inversor del fons 2X hauria perdut l'1,82%. Aquesta disminució del valor pot ser encara més gran per als fons inversos (fons apalancats amb multiplicadors negatius com -1, -2 o -3). Aquestes pérdues succeixen sempre que el valor de l'índex subjacent canvia de direcció. I per tant, augmenten amb la volatilitat de l'índex.

## A Espanya
A Espanya s'aprovà el 4 de novembre de 2005 el Reglamento sobre IIC que contempla la negociació d'ETF com una inversió. Des d'aleshores BME, el holding de Borses i Mercats, ha concedit llicències a diversos operadors. Els inversionistes poden operar també amb ETF cotitzats als mercats internacionals. La fiscalitat aplicable és la mateixa que la de les accions: no es poden traspassar i els guanys patrimonials no estan subjectes a retenció.